# Maurice Burrus

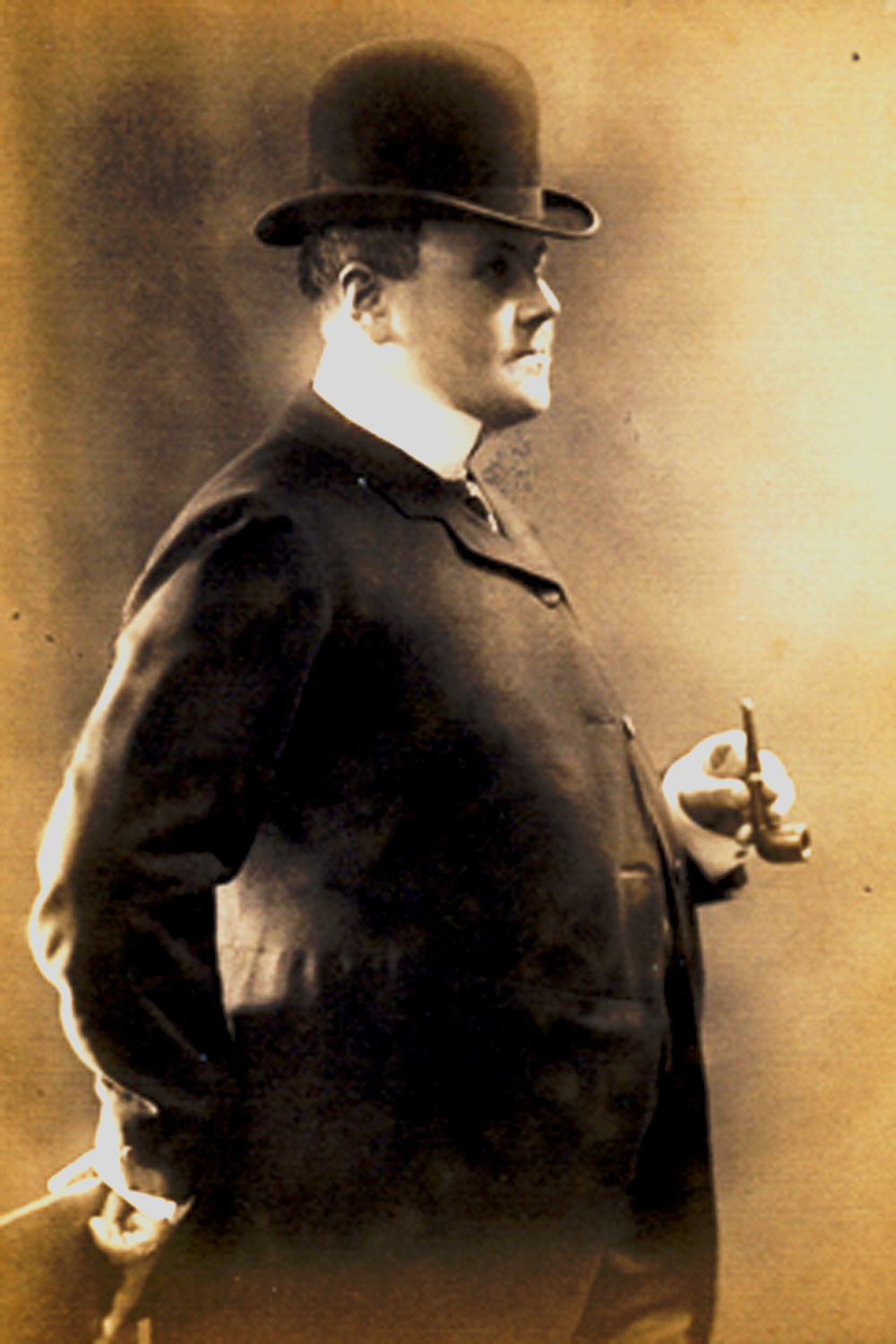
Maurice Burrus

Maurice Burrus (* 8. März 1882 in Dambach-la-Ville; † 5. Dezember 1959 in Lausanne) war ein elsässischer Unternehmer, Politiker und Philatelist.

## Leben
Burrus stammte aus einer reichen Tabakwarenherstellerfamilie aus dem Elsass. Nach seinem Studium übernahm er die Leitung des Familienunternehmens. 1923 gründete er zusammen mit Partnern die Kapitalanlage- und Vorsorgegesellschaft Esca-capitalisation. Später war er Abgeordneter für das französische Parlament. Am 10. Juli 1940 stimmte er in der Nationalversammlung für die erweiterten Vollmachten Marschall Pétains.
Seit dem Alter von 7 Jahren interessierte er sich für Briefmarken und trug eine der größten Generalsammlungen überhaupt zusammen. In den 1920er Jahren kaufte er etwa ein Viertel der Ferrary-Sammlung und 1934 ebenfalls große Teile der Sammlung von Arthur Hind, darunter den einmaligen Bordeaux-Brief.
Außerdem interessierte er sich für Geschichte und unterstützte Ausgrabungen in der Provence.
1930 baute er in Hombourg (Haut-Rhin) ein neogotisches Schloss aus Stahlbeton, das Chateau Burrus.

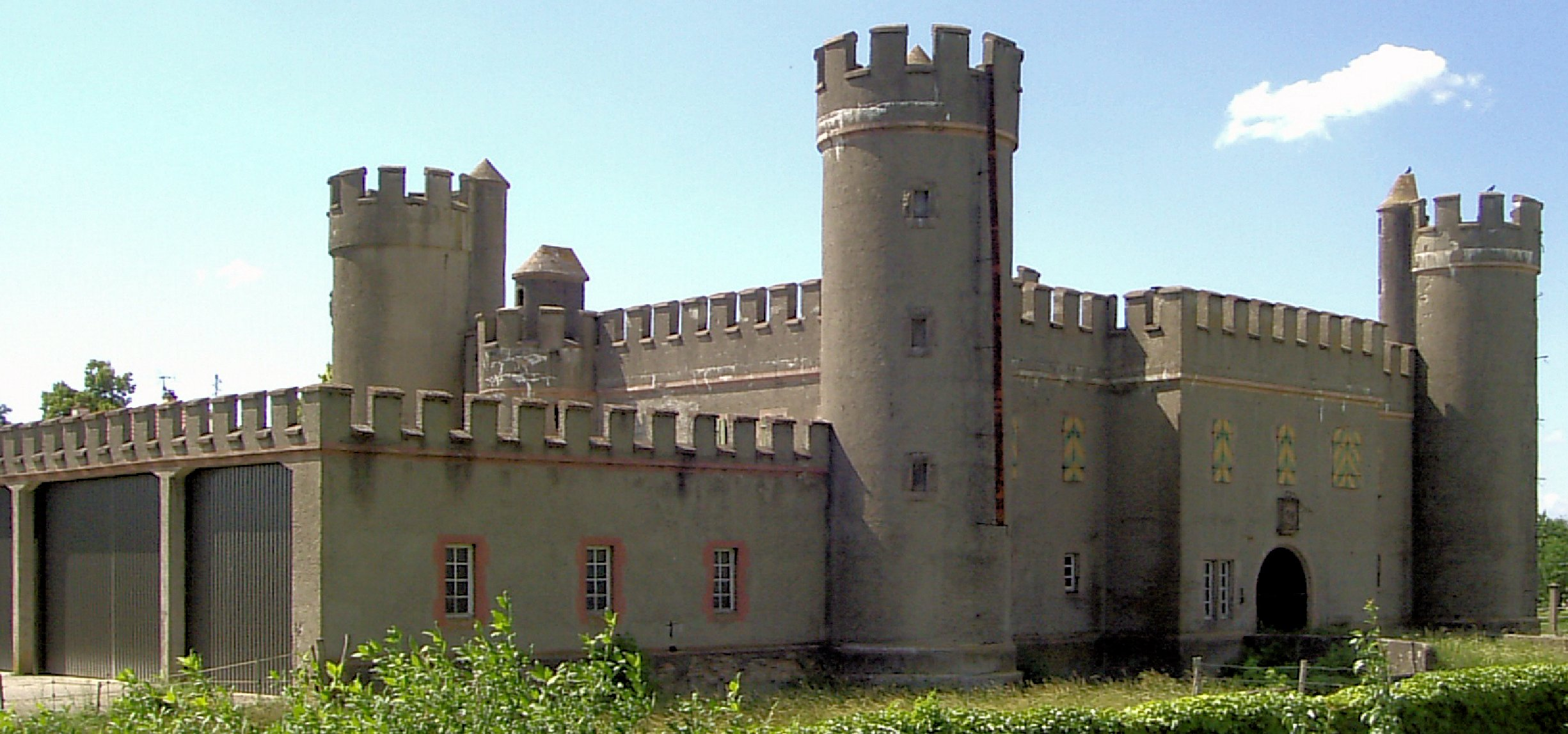
Hombourg, Château Burrus

## Ehrungen
- 1968 Briefmarke des Fürstentums Liechtenstein (Michel-Nr. 505) mit einem Porträt von ihm, als eine Marke vom Satz mit dem Namen „Pioniere der Philatelie“.